# Церква святого Іллі (Стоянів)
Це́рква свято́го проро́ка Іллі — діюча греко-католицька церква у селі в Стоянові. Збудована 1895 року за проектом інженера Василя Нагірного.

## Опис
Взірцем для побудови послужив Софійський Собор в Царгороді. За Австро-Угорської імперії він був найкращим у повіті. Має чудовий різьблений іконостас. 1935 року було завершено роботи з розпису церковною поліхромією в українсько-візантійському стилі малярем Павлом Ковжуном.
На парафії с. Стоянова з 1872 року служили: о. Іван Сохацький, о. Михайло Ходоня, о. Іван Баранович, о. Володимир Кармазин, о. Дмитро Березовський, о. Дмитро Шуль, о. Юрій Процюк (1942–1958, був засновником і регентом хору), о. Іван Чобич, о. Микола Тишкун, о. Григорій Мельник, о. Олексій Лупій. 
Весною 1990 року в селі відбувся референдум, після якого виконавчий комітет Радехівської райради зареєстрував Греко-Католицьку громаду з поверненням їй церкви Святого пророка Іллі.